# Christian Køhler
Christian Køhler, né le 10 avril 1996 au Danemark, est un footballeur danois. Il évolue au poste de milieu relayeur avec le club du FC Helsingør .

## Biographie
Le 1er mai 2015, Christian Køhler fait ses débuts en Superliga avec le FC Nordsjælland lors d'un match contre le Randers FC, en étant titulaire. Il marque son premier but pour le club, lors de ce même match. Il dispute avec le Randers FC un total de 27 matchs en Superliga, pour un seul but.